# 2nd British Tour 1964 (The Rolling Stones)
2nd British Tour 1964 bylo koncertní turné britské rockové skupiny The Rolling Stones, které sloužilo jako propagace debutového singlu coververze skladby "Come On". Turné bylo zahájeno koncertem v Londýně a bylo zakončeno koncertem v Morecambe. 

## Sestava
The Rolling Stones
- Mick Jagger – zpěv, harmonika, perkuse
- Keith Richards – kytara, doprovodný zpěv
- Brian Jones – kytara, harmonika, doprovodný zpěv, perkuse
- Bill Wyman – baskytara, doprovodný zpěv
- Charlie Watts – bicí

## Turné v datech
| Datum          | Město         | Stát           | Místo                      |
| -------------- | ------------- | -------------- | -------------------------- |
| 8. února 1964  | Londýn        | Velká Británie | Regal Theater              |
| 9. února 1964  | Leicester     | Velká Británie | De Montfort Hall           |
| 10. února 1964 | Cheltenham    | Velká Británie | Odeon Theater              |
| 11. února 1964 | Rugby         | Velká Británie | Granada Theater            |
| 12. února 1964 | Guildford     | Velká Británie | Odeon Theater              |
| 13. února 1964 | Londýn        | Velká Británie | Granada Theater            |
| 14. února 1964 | Watford       | Velká Británie | Gaumont Theater            |
| 15. února 1964 | Rochester     | Velká Británie | Odeon Theater              |
| 16. února 1964 | Portsmouth    | Velká Británie | Portsmouth Guildhall       |
| 17. února 1964 | London        | Velká Británie | Granada Theater            |
| 18. února 1964 | Colchester    | Velká Británie | Rank Theater               |
| 19. února 1964 | Stockton      | Velká Británie | Odeon Theater              |
| 20. února 1964 | Sunderland    | Velká Británie | Top Rank Suite             |
| 21. února 1964 | Stoke         | Velká Británie | Gaumont Theater            |
| 22. února 1964 | Bournemouth   | Velká Británie | Bournemouth Winter Gardens |
| 23. února 1964 | Birmingham    | Velká Británie | Birmingham Hippodrome      |
| 24. února 1964 | Southend      | Velká Británie | Odeon Theater              |
| 25. února 1964 | Londýn        | Velká Británie | Odeon Cinema               |
| 26. února 1964 | York          | Velká Británie | Rialto Theater             |
| 27. února 1964 | Sheffield     | Velká Británie | Sheffield City Hall        |
| 28. února 1964 | Cardiff       | Velká Británie | Sophia Gardens             |
| 29. února 1964 | Brighton      | Velká Británie | Brighton Hippodrome        |
| 1. března 1964 | Liverpool     | Velká Británie | Empire Theater             |
| 2. března 1964 | Nottingham    | Velká Británie | Albert Hall                |
| 3. března 1964 | Blackpool     | Velká Británie | Blackpool Opera House      |
| 4. března 1964 | Bradford      | Velká Británie | Gaumont Cinema             |
| 5. března 1964 | Blackburn     | Velká Británie | Odeon Theater              |
| 6. března 1964 | Wolverhampton | Velká Británie | Gaumont Cinema             |
| 7. března 1964 | Morecambe     | Velká Británie | Morecambe Winter Gardens   |